# カール・ワレンダ

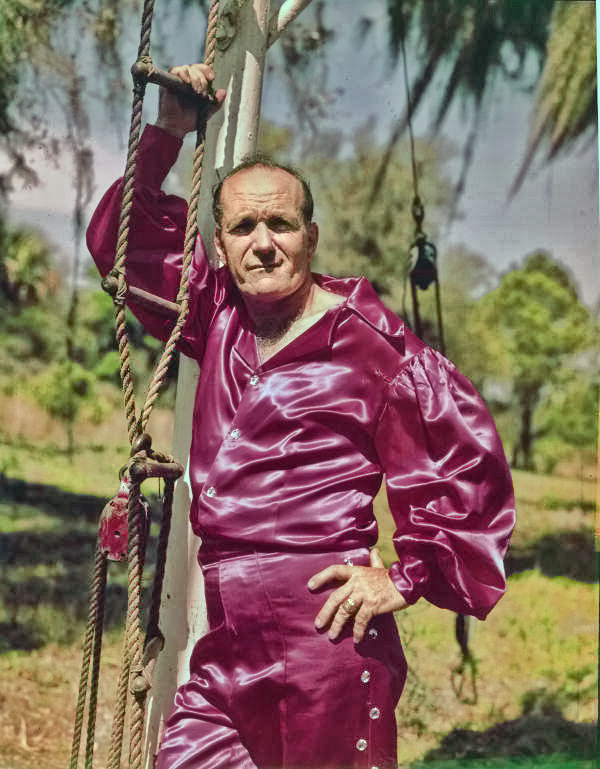
カール・ワレンダ、サラソータにて、1960年代

カール・ワレンダ（Karl Wallenda、1905年1月21日 - 1978年3月22日）は、ドイツ生まれの軽業師である。
彼は国際的に名高い綱渡り芸人であり、セーフティーネットなしに綱渡りなどの曲芸を行う軽業師集団「The Flying Wallendas」（en:The Flying Wallendas）の創立者でもあった。

## 生涯

### 前半生
カール・ワレンダは1905年にドイツのマクデブルクで誕生した。彼が家族とともにショーに出演を始めたのは、6歳のときであった。
「偉大なるワレンダ一家」（The Great Wallendas）の名声は、綱の上での人間ピラミッド（4人で構成されていた）や、自転車での綱渡りの芸によってヨーロッパ中に知られていた。1928年には、彼らはアメリカ合衆国に渡ってリングリング・ブラザーズ・アンド・バーナム・アンド・ベイリー・サーカスと共同で興行を行った。後にはフリーの立場となって出演した。1947年には、前代未聞の7人で構成される3層の人間ピラミッドでの芸を開発した。
1970年7月17日、65歳になったワレンダはジョージア州を流れるタルーラ川（en:Tallulah River）流域にあるタルーラ渓谷（en:Tallulah Gorge）での綱渡り芸に挑戦した。およそ30000人の観衆が見守る中、彼は4分の1マイルの山峡を渡り切った。
「偉大なるワレンダ一家」の話は、1978年にテレビ映画として放送され、ロイド・ブリッジスがカールの役を演じている。

### 死
彼の家族や仲間が、命にかかわる事故を数回にわたって起こしたにもかかわらず、ワレンダは綱渡りを続けていた。
73歳になった1978年に、ワレンダはプエルトリコのサンファンでコンダド・プラザ・ホテルの2棟の建物間に渡した高さ約37mの綱を渡る芸に挑戦した。しかし、風速13m以上の強風が吹き、風をやり過ごそうとしてバランスを失った彼は墜落して死亡した。ワレンダ一家は、綱沿いのガイドロープが誤って結ばれていたためで、強風に起因したものではないと見なした。この事故の一部始終は、プエルトリコのテレビ局WAPA-TVが撮影していた。
なお、ワレンダ一家伝統のセーフティーネットなしの綱渡りは曾孫のニック・ワレンダが継承しており、2011年6月4日に母デライラと共に曾祖父が死亡した同じ場所で無事綱渡りを成功させた。